# Lacs Little Sand Creek
Les lacs Little Sand Creek (en anglais : Little Sand Creek Lakes) sont des lacs américains dans le comté de Saguache, au Colorado. Ils sont situés à 3 652 mètres d'altitude au sein de la Sangre de Cristo Wilderness, dans les parc national et réserve des Great Sand Dunes.